# Bernhard Sundelin
Bernhard Sundelin (i riksdagen kallad Sundelin i Bredbyn), född 20 augusti 1911 i Anundsjö, Västernorrlands län, död 7 juni 1979 i Anundsjö, var en socialdemokratisk riksdagsledamot. 
Sundelin började arbeta när han var 13 år gammal. Han var som ung skogsarbetare och målare, varefter han 1942 blev åkeriägare. För Västernorrlands läns valkrets blev Sundelin 1955 invald i riksdagens andra kammare. Han var suppleant  lagutskottet och ledamot av skatteutjämningskommitten. Han var även regional- och lokalpolitiskt aktiv, bland annat som landstingsledamot i Västernorrland och kommunordförande i Bredbyn.  

## Familj
Sundelin var son till elektrikern Wilhelm Sandelin och Anna Lundberg i Anunsjö, och sonson till Per Erik Kristoffersson Sundelin i Anundsjö. Han gifte sig 1933 med Dagny Nordlund.